# Šigejoši Močizuki
Šigejoši Močizuki (* 9. červenec 1973) je bývalý japonský fotbalista.

## Reprezentace
Šigejoši Močizuki odehrál 15 reprezentačních utkání. S japonskou reprezentací se zúčastnil Mistrovství Asie ve fotbale 2000.

## Statistiky
| Japonsko | Japonsko | Japonsko |
| Roky     | Záp.     | Góly     |
| -------- | -------- | -------- |
| 1997     | 2        | 0        |
| 1998     | 1        | 0        |
| 1999     | 2        | 0        |
| 2000     | 9        | 1        |
| 2001     | 1        | 0        |
| Celkem   | 15       | 1        |